# Iolau
Iolau (en grec antic: Ἰόλαος, 'Iolaos') va ser un heroi, fill d'Íficles i d'Automedusa, la filla d'Alcàtou.
Va acompanyar al seu oncle Hèracles en moltes de les seves aventures, en els dotze treballs i conduïa el seu carro. Va intervenir especialment en el combat contra l'Hidra de Lerna i després en la lluita contra Cicne, el fill d'Ares. Va ajudar Hèracles a desarmar Cicne, i el va acompanyar en l'expedició per aconseguir els bous de Gerió, en l'atac a Troia, i, encara que els testimonis literaris no ho mencionin, els monuments figurats i les imatges el posen sempre al costat d'Hèracles, per exemple al jardí de les Hespèrides, en la lluita amb Anteu, en la captura de Cèrber, i als inferns. Era amb ell entre els argonautes i també era un dels caçadors del Senglar de Calidó. I, en la cursa de carros en els primers Jocs Olímpics instaurats per Hèracles, va guanyar el primer premi.
Quan Hèracles es va voler casar amb Íole, va cedir la seva esposa Mègara al seu nebot, que s'hi va casar i li va donar una filla, Lipèfile (o 'amor de l'abandonada') nom que fa referència al divorci de la seva mare.
Iolau també va ser company d'exili d'Hèracles. Va marxar amb ell de Tirint, quan els va exiliar Euristeu, i es van refugiar a Arcàdia.
Després de la mort d'Hèracles, Iolau s'embarca cap a Occident i recorre Sardenya i Sicília, fundant ciutats i temples en honor del seu oncle, ja divinitzat.
També ajudà els Heraclides a trobar un assentament i va conduir-ne molts cap a Sardenya, sobretot els nets del rei Tespi. En la seva vellesa, (en algunes versions, després de mort), va castigar Euristeu que perseguia els Heràclides. Zeus i Hebe li van tornar la joventut per un dia perquè pogués assaltar Tirint i matar Euristeu, responent a les seves pregàries.